# Hyeon Ju-yeop
Hyeon Ju-yeop (현주엽?; Seul, 27 luglio 1975) è un ex cestista sudcoreano.

## Carriera
Ha giocato in Korean Basketball League con i Seul SK Knights, i Busan KTF Magicwings e i Changwon LG Sakers. Con la Corea del Sud ha preso parte a due edizioni dei Mondiali (1994 e 1998) e ai Giochi di Atlanta 1996.